# Humor negro

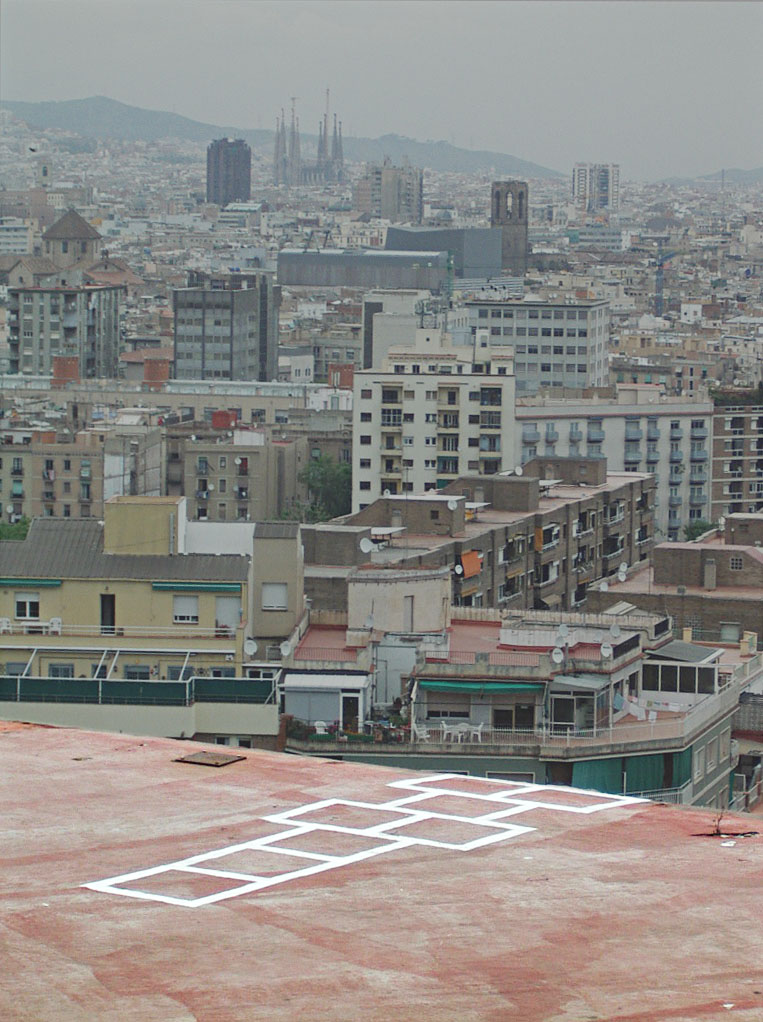
«Rayuela hacia el más allá», obra que alude al suicidio; Barcelona, España; 2003.

El humor negro también llamado humor ácido es un tipo de humor que se basa en encontrar la comedia en situaciones trágicas o desagradables, cuestionándolas o analizándolas mediante la sátira, creando una brecha entre lo que se espera y la reacción cómica que surge. También puede usarse como un filtro social, en cuanto al nivel de reacción de quienes oyen. Este tipo de humor aborda temas considerados tabú o inapropiados, como la muerte, la enfermedad, la violencia y la discriminación.
El humor negro puede servir como una herramienta para cuestionar las normas sociales establecidas y los valores, actuando como una crítica social. Asimismo, puede ayudar a las personas a enfrentar el dolor o el sufrimiento al encontrar aspectos cómicos en situaciones difíciles.
Al ser un humor basado en temas controversiales, puede ser interpretado erróneamente como falta de respeto o empatía. Es fundamental tener en cuenta que algunas personas pueden sentirse ofendidas por este tipo de humor.

## El humor negro en la cultura popular

### En la vida real
El humor negro aplicado a uno mismo en una situación desesperada es como "humor de patíbulo" (traducción del inglés gallows humo(u)r).
Un ejemplo famoso es el de Pedro Muñoz Seca ante el pelotón de fusilamiento en la guerra civil española: «podéis quitarme la hacienda, mis tierras, mi riqueza, incluso podéis quitarme a mi mujer, como vais a hacer, la vida, pero hay una cosa que no me podéis quitar… y es el miedo que tengo».

### En la literatura
En las obras literarias a menudo está presente el humor negro. Aunque Jonathan Swift es recordado principalmente por su obra Los viajes de Gulliver, este autor irlandés fue también muy prolífico en el campo del periodismo y los ensayos, donde resalta su afilado sentido del humor que apunta sobre la sociedad de su época y sus arquetipos sociales. De hecho, se considera a Swift el precursor del humor negro e «inventor de la broma feroz y fúnebre». Este peculiar sentido del humor queda reflejado en Una modesta proposición (1729) donde sugiere como solución a todos aquellos padres que no pueden mantener a sus hijos -debido a la mala situación económica del país- que los vendan a los ingleses ricos para que se los coman. Otros ejemplos se pueden encontrar en Reflexiones en torno a una escoba, Instrucciones a los sirvientes y Propósitos para cuando llegue a viejo. El ensayo Del asesinato considerado como una de las bellas artes de Thomas de Quincey es una de las obras maestras del humor negro. En ella Thomas Quincey concibe la muerte como un espectáculo digno de ser visto y gozado. Cuando el asesinato está cometido y no podemos hacer nada por las víctimas, debemos dejar de considerarlo moralmente y pasar a juzgarlo como obra artística según las leyes del buen gusto. Con esta idea analiza los crímenes más destacados hasta los más actuales para su época. El club de los parricidas de Ambrose Bierce es una recopilación de cuatro relatos breves en la que sus protagonistas, motivados por razones diversas y a través de diferentes procedimientos, acaban con la vida de sus progenitores. A pesar de la temática de las historias, el tono desenfadado e inocente que emplea en la narración suaviza el impacto y nos invita a esbozar una sonrisa. Bierce también es recordado por su obra El diccionario del diablo, en la que sigue haciendo gala de su humor negro aderezado con acidez y cinismo. Por ejemplo, en la definición de felicidad encontramos: «dícese de la contemplación de las desgracias ajenas».
André Breton, impulsor del movimiento surrealista, en su Antología del humor negro (1940) realizó una compilación personal de 45 textos literarios precedidos por una breve biografía de cada autor (Sade, Poe, Baudelaire, Lewis Carroll, Rimbaud, Kafka...) en los que está presente el humor negro aunque también el absurdo.
El dramaturgo y novelista irlandés Samuel Beckett, Premio Nobel de literatura, que en su juventud fue gran admirador de cómicos como Charlie Chaplin y los Hermanos Marx, es considerado especialista notorio en este tipo de humor, por obras como Esperando a Godot o Los días felices.
Los relatos para adultos que escribió el británico de origen noruego Roald Dahl están habitados por personajes excéntricos e historias hilarantes que tienen como denominador común el humor negro. Su antología Relatos de lo inesperado (1948-79) incluye 16 intrigantes historias que expresan con ironía la maldad y las miserias del ser humano —las apuestas, la venganza, los rencores, la avaricia y la perversidad en general. El libro de Oscar Balmayor Diez maestros del humor negro de 1977 (ed. Bruguera) recoge textos de Alphonse Allais, Antón Chéjov, O. Henry, Mark Twain, Alfred Jarry, Villiers de L'Isle-Adam y Saki, además de los ya citados Jonathan Swift, Thomas De Quincey y Ambrose Bierce.

### En el cine y la televisión
El humor negro está presente en muchas de las creaciones de la cultura popular. Algunas películas inglesas de mediados del siglo XX podrían indicarse como buenos ejemplos de un humor negro inteligente y divertido. Por ejemplo, El quinteto de la muerte (The Ladykillers) de 1955, dirigida por Alexander Mackendrick, con Alec Guinness y Peter Sellers, u Ocho sentencias de muerte (Hearts and Coronets), de 1949, dirigida por Robert Hamer. En 1964 se estrenó la película Dr. Strangelove, dirigida por Stanley Kubrick y protagonizada por Peter Sellers y George C. Scott, que sentó los precedentes de este "género".[cita requerida] En los últimos años cabe destacar el perverso humor negro del director Álex de la Iglesia y sobre todo el de Martin McDonagh, en cuya filmografía este tipo de humor es habitual (Six Shooter, Escondidos en Brujas, Seven Psychopaths). También los hermanos Coen manejan el humor negro y la sátira con destreza en sus comedias así como Quentin Tarantino en sus primeras películas. Otros ejemplos de humor negro son The Addams Family de Charles Addams, Beetlejuice de Tim Burton y It's Such a Beautiful Day de Don Hertzfeldt. La película de gánster Goodfellas a menudo llevó el humor negro a un tono extremo.[cita requerida]
En algunas series de televisión también se puede encontrar el humor negro. Un claro ejemplo de este género es la serie de animación South Park, creada por Trey Parker y Matt Stone, en la que se satiriza con frecuencia a la sociedad, actualidad y cultura estadounidense. Otra serie animada que también incluye un alto contenido de humor negro es Happy Tree Friends, en la cual aparecen varios personajes con apariencia tierna, pero siempre terminan muriendo de forma trágica y sangrienta, pero al mismo tiempo, cómica. La serie La casa de los dibujos también es muy popular por este tipo de humor, al igual que Family Guy, American Dad, The Simpsons, The Cleveland Show, MAD, Regular Show, Invasor Zim, Courage the Cowardly Dog, Shin-chan, Ren y Stimpy, Cow and Chicken, Rabbids Invasion, The Grim Adventures of Billy & Mandy y Animaniacs. Las series de Adult Swim como Aqua Teen Hunger Force, Metalocalypse, Robot Chicken, Mr. Pickles, Moral Orel, Squidbillies o Rick y Morty son series animadas políticamente incorrectas debido a que satirizan la sociedad estadounidense y tienen un humor bastante negro que a veces es muy extremista. Series de TV que no son de animación como por ejemplo Breaking Bad, Fargo, Scream Queens, Utopía, Shameless, Six Feet Under, Los Soprano o House M. D.  todas ellas contienen situaciones dramáticas con ocasionales toques de comedia sobre situaciones como la muerte, drogas, política o el alcoholismo.

### En el cómic
En el cómic argentino hay varios ejemplos. Cazador de aventuras, creado por Jorge Lucas, está basado en el humor negro. Causando risa a través de la muerte y falta de consideración y respeto hacia las otras personas por parte del personaje principal, el Cazador. Boogie, el aceitoso, historieta de Roberto Fontanarrosa desplegó desde el primer episodio todos los elementos de este estilo de humor, donde un mercenario estadounidense, excombatiente de Vietnam, hace gala de un machismo exacerbado y un racismo extremo, combinado con una actitud fatalista y cínica ante la muerte y el sufrimiento ajenos. Durante la década de 1970 la revista Satiricón de Oskar Blotta publicó irregularmente su suplemento de humor negro, con textos, viñetas e historietas creadas por los colaboradores regulares de la revista.
Otra historieta con un frecuente uso de este tipo de humor es el cómic chileno Condorito de René Ríos Boettiger "Pepo", aunque sigue siendo dedicado a todos los públicos (incluyendo niños), varias veces usa temas como el asesinato, las lesiones, suicidios o los engaños matrimoniales.
El cómic The Gashlycrumb Tinies del escritor y dibujante Edward Gorey, traducido en España como Los pequeñines macabros, es uno de los mejores ejemplos del particular sentido del humor de su autor. Se trata de un abecedario en el que cada letra corresponde a un niño diferente que sufre una muerte a cual más pintoresca. Esta obra se incluye dentro de una recopilación compuesta por otras historias cortas de tono similar denominada La pareja abominable.
El dibujante François Boucq en su álbum Los pioneros de la aventura humana recopila varias historias cortas regadas con un humor ácido y muy personal, en las que lo fantástico convive alegremente con las situaciones más banales. En este tono también creó los cómics La mujer del mago y Www.la-mort.fr, cuya portada ganó el gran premio de humor negro francés en 2007, un premio que cada año se concede a una obra literaria, a un miembro del mundo del espectáculo y a un dibujante desde su creación en 1954. Otra forma de humor negro sangriento es el cómic La máscara.
Otra notable aparición del humor negro se da en las tiras de webcómic de Cyanide and Happiness, presentando situaciones generalmente ajenas a la vida cotidiana.
En cuanto al comic oriental o manga, uno de sus mayores exponentes es la saga de Sayonara Zetsubō Sensei, donde a menudo los personajes son usados a modo de sátira de la sociedad japonesa, mezclando política, los medios y la religión.